# Jerzy Matałowski

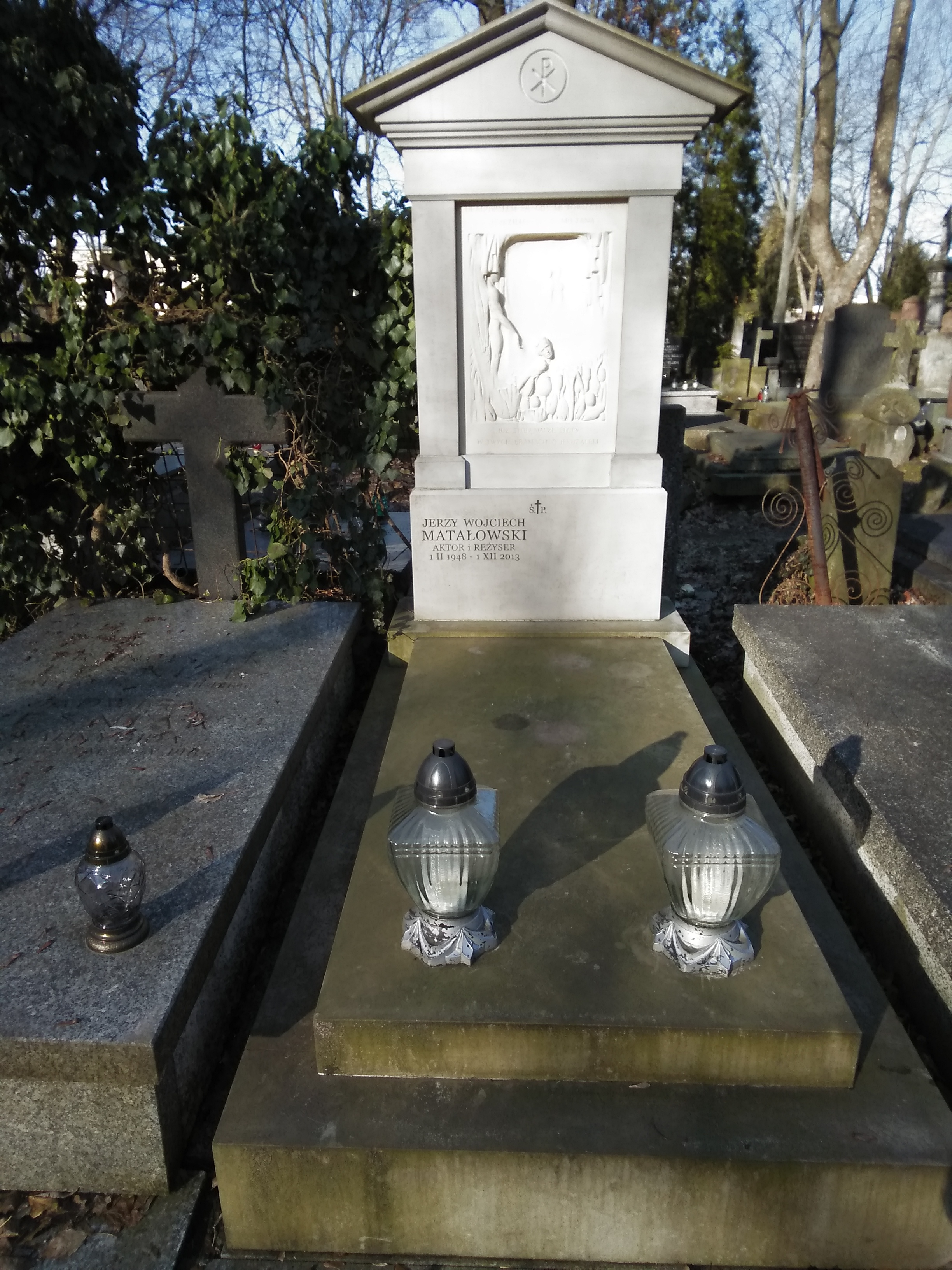
Grób Jerzego Matałowskiego na cmentarzu Powązkowskim

Jerzy Wojciech Matałowski (ur. 1 lutego 1948 w Straubingu, zm. 1 grudnia 2013 w Warszawie) – polski aktor. W pamięci widzów pozostaje przede wszystkim jego główna rola w serialu Kolumbowie, zrealizowanym w 1970 przez Janusza Morgensterna.

## Życiorys
W 1970 ukończył studia na wydziale aktorskim PWSFTviT w Łodzi. Przez całe swoje zawodowe życie związany był z teatrami Warszawy. Grał kolejno w: Teatrze Studio (w latach 1970–1975; do lutego 1972 nosił nazwę – Teatr Klasyczny), Teatrze Narodowym (w latach 1975–1984), Teatrze Dramatycznym (w latach 1984–1991) oraz w Teatrze Rozmaitości (w latach 1991–1992).
Był żonaty z Anną z d. Gawlik w latach 1970–1999 (do jej śmierci), z którą miał syna Jacka oraz z Dorotą z d. Pudło w latach 2002–2013, z którą miał dwóch synów Maurycego i Mikołaja.
12 grudnia 2013 został pochowany na cmentarzu Powązkowskim w Warszawie (kwatera 284 wprost-3-25).

## Filmografia
Filmy:
- Szkice warszawskie (1969) jako maturzysta (w noweli 1 pt. Allegro)
- Sąsiedzi (1969) jako Piotr Horodecki
- Pierścień księżnej Anny (1970) jako Franek
- Trąd (1971) jako Witek Czermień, brat Stanisława
- Wiktoryna, czyli czy pan pochodzi z Beauvais? (1971) jako Prosper Magnan
- Gąszcz (1974; film z cyklu Najważniejszy dzień życia) jako Witek, syn płk. Stefko
- Dulscy (1975) jako Zbyszko Dulski
- W te dni przedwiosenne (1975) jako sierżant Kazimierz Wolak
- Wszyscy i nikt (1977) jako hrabia
- Znaków szczególnych brak (1978) jako Włodzimierz Notten
- Latawiec (1982) jako lotniarz Jan
- Chce się żyć (2013) jako inspektor, przewodniczący komisji

Seriale telewizyjne:
- Kolumbowie (1970) jako Stanisław Skiernik „Kolumb”
- Czarne chmury (1973) jako Andrzej Tarłowski
- Życie na gorąco (1978) jako Roberto Barrio (w odc. 4 pt. Malavita)
- Zespół adwokacki (1993–1994) jako prokurator oskarżający Stanisława Suligę (gościnnie; w odc. 6)
- Dom (1979–2000) jako lekarz na Oddziale Dializ (w odc. 21. pt. Naiwne pytania)
- Klan (2001) jako Adam Rudzik (gościnnie)
- Na dobre i na złe (od 1999) jako ojciec Marii Wardeckiej (gościnnie; w odc. 311)
- Plebania (2000–2012) jako Albin (gościnnie)
- M jak miłość (od 2000) jako sędzia (gościnnie; w odc. 992 z 2013 roku)
- Samo życie (2002–2010) jako lekarz ginekolog/właściciel hurtowni leków (gościnnie)
- Na Wspólnej (od 2003) jako Karski (gościnnie)
- Kryminalni (2004–2008) jako Kosma, ojciec Konrada (gościnnie; w odc. 73)
- Niania (2005–2009) jako „kolekcjoner starych samochodów” (gościnnie; w odc. 119)
- Twarzą w twarz (2007–2008) jako prokurator wojskowy oskarżający Pawła Sikorskiego (gościnnie)
- 39 i pół (2008–2009) jako kierownik Popławski (gościnnie; w odc. 33)
- Teraz albo nigdy! (2008–2009) jako sąsiad Łucji Jasnyk (gościnnie; w odc. 31)
- Czas honoru (2008–2013) jako aptekarz Adam Golański (gościnnie; w odc. 30 i 32)
- Sprawiedliwi (2010) jako Tadeusz Potocki, ojciec Jana (gościnnie; w odc. 7)
- Przepis na życie (2011–2013) jako starszy pan (gościnnie; w odc. 19)
- Prawo Agaty (od 2012) jako sędzia Antczak (gościnnie; w odc. 21 i 33)